# Музикалният блог на доктор Ужасен
„Музикалният блог на доктор Ужасен“ (на английски: Dr. Horrible's Sing-Along Blog) е американски минисериал в три части, предназначен за разпространение в интернет. Сюжетът на сериала се заплита около историята на доктор Ужасен (Нийл Патрик Харис), мечтаещ да се превърне в свръхзлодей, неговият анитпод, капитан Чук (Нейтън Филиън) и Пени (Фелиша Дей), момичето, за чието сърце се борят и двамата.
Музикалният блог е носител на редица отличия, сред които Еми, Хюго, Изборът на публиката и Стрийми. През 2008 г. е избран за едно от 50-те изобретения на годината от списание Тайм.

## История
Музикалният блог е написан по време на стачката на гилдията на американските сценаристи през 2007 – 2008 г. от Джос Уидън, известен като създателят на сериала Бъфи, убийцата на вампири, с участието на неговите братя, Зак Уидън и Джед Уидън, както и на съпругата на Джед Уидън, Мориса Танчароен. Целта на авторите е да създадат не скъпо, професионално произведение, което да достигне до публиката въпреки затрудненията, на които се противопоставя стачката.
Джос Уидън сам финансира работата по сериала, оценена на приблизително 200 000 долара, като повечето от актьорите и работещите в снимачния екип работят безплатно и са възнаградени едва, когато става ясно, че Музикалният блог е реализирал печалба по-голяма от първоначалната инвестиция. Снимките и записите на музиката се състоят в района на Лос Анджелис, като музикалните изпълнения са записани в дома на Джос Уидън, а сцените са заснети на улицата или във вече построени декори.
Актьорите, взели участие в сериала, са част от приятелския кръг на Джос Уидън, като някои от тях са работили с него по други проекти. Главните роли се изпълняват от Нийл Патрик Харис (доктор Ужасен), Нейтън Филиън (капитан Чук) и Фелиша Дей (Пени). Авторите на сценария, Джос, Джед и Зак Уидън и Мориса Танчароен, участват в записа на музиката, а някои от тях се появяват и в сцени от сериала. Някои от колегите на Джос Уидън от сериала Бъфи, убийцата на вампири изпълняват част от второстепенните роли.

## Сюжет
Музикалният блог се състои от три части, всяка от които е дълга около 15 минути. Джос Уидън обобщава сюжета по следния начин: „Това е история за един неуспял свръх злодей, за героя, който все го побеждава, и за симпатичното момиче от обществената пералня, което първият не смее да заговори заради срамежливостта си“.
Неуспелият свръх злодей, доктор Ужасен, чието истинско име е Били, се стреми бъде приет в организацията на най-бележитите злосторници, Злата лига на Злото. В блога си той споделя, че основна спънка в изпълнението на този план е неговият враг, самовлюбеният герой капитан Чук. Когато капитан Чук привлича вниманието на Пени, момичето от обществената пералня, в което доктор Ужасен е тайно влюбен, съперничеството между двамата врагове прераства в битка с фатален край.

## Музика
Сериалът съдържа 14 музикални номера, като някои от тях, като например основната тема, се повтарят в различните части. Всички песни са изпълнени от актьорите, участващи в сериала. Саундтракът е достъпен като самостоятелен албум на дигитални носители и срещу заплащане в iTunes.
Първа част
- „Dr. Horrible Theme“ („Доктор Ужасен: тема“)
- „My Freeze Ray“ („Моят смразяващ лъч“), доктор Ужасен
- „Bad Horse Chorus“ ("Хор „Злият Кон“), хор „Злият кон“
- „Caring Hands“ („Грижовна прегръдка“), Пени
- „A Man's Gotta Do“ („Човек е длъжен“), доктор Ужасен, Пени, капитан Чук

Втора част
- „Dr. Horrible Theme“ („Доктор Ужасен: тема“)
- „My Eyes“ („Не вярвам на очите си“), доктор Ужасен, Пени
- „Bad Horse Chorus“ ("Хор „Злият Кон“), хор „Злият кон“
- „Penny's Song“ („Песента на Пени“), Пени
- „Brand New Day“ („Нов ден“), доктор Ужасен

Трета част
- „Dr. Horrible Theme“ („Доктор Ужасен: тема“)
- „So They Say“ („Казват, че“), хор, Пени, капитан Чук, телевизионни водещи, доктор Ужасен
- „Everyone's a Hero“ („Всеки е герой“), хор, капитан Чук
- „Slipping“ („Подлъгване“), доктор Ужасен
- „Everything You Ever/Finale“ („Всичко, което някога, финална тема“), хор, доктор Ужасен
- „End Credits“ („Финални надписи“)

## Разпространение
Първоначално сериалът е разпространен безплатно в интернет между 15 и 19 юли 2008 г., като всяка част се пуска на интервал от два дни. Впоследствие епизодите стават официално достъпни в различни уеб страници срещу заплащане. В края на 2008 започва продажбата сериала на дигитални носители, които включват специални приложения, сред които и музикалното допълнение Коментар! Мюзикълът.
След успеха на сериала Зак Уидън създава поредица от комикси с героите от него, които се разпространяват поотделно, а впоследствие са събрани в специално издание. През 2011 г. излиза книга, съдържаща текстове от сценаристите и главните актьори, както и сценария на сериала, нотите за музиката от него и текста на допълнението Коментар! Мюзикълът (ISBN 978-1-84856-862-4).
Печалбите от продажбата на сериала са използвани за заплащане на екипа, който работи безплатно при снимките му. Към ноември 2008 г. приходите са достатъчни, за да се изплатят всички разходи по създаването на сериала.

## Коментар! Мюзикълът
При издаването си на дигитални носители, Музикалният блог е допълнен с 14 нови песни, изпълнени от актьорите и авторите на сериала. Песните представляват своеобразен коментар на сериала, но същевременно съдържат и хумористични препратки към самите изпълнители, като по тази причина на тях може да се гледа като на самостоятелен мюзикъл.
- „Commentary!“ („Коментар!“), хор
- „Strike“ („Стачка“), хор
- „Ten-Dollar Solo“ („Соло за десет долара“), Стейси Шърк, Нийл Патрик Харис
- „Better (Than Neil)“ („По-добър (от Нийл)“), Нейтън Филиън
- „It's All About the Art“ („В името на изкуството“), Фелиша Дей
- „Zack's Rap“ („Рапът на Зак“), хор, Зак Уидън, Джос Уидън
- „Nobody Wants To Be Moist“ („Никой не иска да бъде Влага“), Саймън Хелбърг
- „Ninja Ropes“ („Въжетата на нинджите“), Джед Уидън, Нийл Патрик Харис, Нейтън Филиън
- „All About Me“ („Всичко относно мен“), второстепенни актьори
- „Nobody's Asian in the Movies“ („Без азиатци във филмите“), Мориса Танчароен
- „Heart (Broken)“ („(Разбито) Сърце“), хор, Джос Уидън
- „Neil's Turn“ („Ред е на Нийл“), Нийл Патрик Харис
- „Commentary!“ („Коментар!“), хор
- „Steve's Song“ („Песента на Стийв“), Стийв Бърг

## Награди и отличия (подбрани)
| Година | Награда              | Категория                                                                    | Бележки   |
| ------ | -------------------- | ---------------------------------------------------------------------------- | --------- |
| 2009   | Стрийми              | Избор на публиката за най-добър сериал, предназначен за излъчване в интернет | Спечелена |
| 2009   | Стрийми              | Най-добър актьор в сериал, разпространен в мрежата (Нийл Патрик Харис)       | Спечелена |
| 2009   | Стрийми              | Най-добър режисьор на сериал, предназначен за излъчване в интернет           | Спечелена |
| 2009   | Стрийми              | Най-добър сценарий на сериал, предназначен за излъчване в интернет           | Спечелена |
| 2009   | Хюго                 | Най-добра сценична постановка                                                | Спечелена |
| 2009   | Изборът на публиката | Най-добро събитие в интернет                                                 | Спечелена |
| 2009   | Еми                  | Най-добра кратка развлекателна програма                                      | Спечелена |